# العلاقات الباهاماسية النيبالية
العلاقات الباهاماسية النيبالية هي العلاقات الثنائية التي تجمع بين باهاماس ونيبال.

## مقارنة بين البلدين
هذه مقارنة عامة ومرجعية للدولتين:
| وجه المقارنة                                              | باهاماس      | نيبال                             |
| --------------------------------------------------------- | ------------ | --------------------------------- |
| المساحة (كم2)                                             | 13.88 ألف    | 147.18 ألف                        |
| عدد السكان (نسمة)                                         | 395.36 ألف   | 29.40 مليون                       |
| الكثافة السكانية (ن./كم²)                                 | 28.48        | 199.76                            |
| العاصمة                                                   | ناساو        | كاتماندو                          |
| اللغة الرسمية                                             | لغة إنجليزية | اللغة النيبالية                   |
| العملة                                                    | دولار بهامي  | روبية نيبالية                     |
| الناتج المحلي الإجمالي (بليون دولار)                      | 12.16 مليار  | 24.47 مليار                       |
| الناتج المحلي الإجمالي (تعادل القوة الشرائية) بليون دولار | 8.92 مليار   | 70.20 مليار                       |
| الناتج المحلي الإجمالي الاسمي للفرد دولار أمريكي          | 22.82 ألف    | 743                               |
| الناتج المحلي الإجمالي للفرد دولار أمريكي                 |              | 2.37 ألف                          |
| مؤشر التنمية البشرية                                      | 0.790        | 0.548                             |
| رمز المكالمات الدولي                                      | +1242        | +977                              |
| رمز الإنترنت                                              | .bs          | .np                               |
| المنطقة الزمنية                                           | 00           | UTC+05:45، التوقيت الموحد لنيبال ‏ |

## منظمات دولية مشتركة
يشترك البلدان في عضوية مجموعة من المنظمات الدولية، منها:
| علم المنظمة | اسم المنظمة                               | تاريخ انضمام باهاماس | تاريخ انضمام نيبال |
| ----------- | ----------------------------------------- | -------------------- | ------------------ |
|             | مؤسسة التنمية الدولية                     | 23 يونيو 2008        | 6 مارس 1963        |
|             | مؤسسة التمويل الدولية                     | 8 ديسمبر 1986        | 7 يناير 1966       |
|             | منظمة حظر الأسلحة الكيميائية              | ?                    | ?                  |
|             | الأمم المتحدة                             | 18 سبتمبر 1973       | 14 ديسمبر 1955     |
|             | منظمة الشرطة الجنائية الدولية             | ?                    | ?                  |
|             | البنك الدولي للإنشاء والتعمير             | 21 أغسطس 1973        | 6 سبتمبر 1961      |
|             | الاتحاد البريدي العالمي                   | ?                    | ?                  |
|             | المركز الدولي لتسوية المنازعات الاستشارية | 18 نوفمبر 1995       | 6 فبراير 1969      |
|             | وكالة ضمان الاستثمار متعدد الأطراف        | 4 أكتوبر 1994        | 9 فبراير 1994      |
|             | يونسكو                                    | 23 أبريل 1981        | 1 مايو 1953        |
|             | الفريق المعني برصد الأرض                  | ?                    | ?                  |

## وصلات خارجية
- موقع وزارة الخارجية النيبالية